# Attentat à la pudeur en droit français
Pour les articles homonymes, voir Attentat (homonymie).
En droit français, l'attentat à la pudeur est une appellation de l'ancien Code pénal qui se référait à un acte de nature sexuelle et considéré comme un crime ou un délit : un « acte physique recouvrant contraire aux bonnes mœurs exercé volontairement sur le corps d'une personne déterminée de l'un ou l'autre sexe ». Il était également lié à la définition de la majorité sexuelle.
Depuis le nouveau Code pénal, entré en vigueur le 1er mars 1994, la qualification juridique est aujourd'hui, selon les cas : atteinte sexuelle sur mineur et agression sexuelle.

## Textes législatifs
Ni le Code pénal de 1810, ni la loi du 28 avril 1832, qui y introduisit des réformes importantes, n'avaient donné de définition du viol. La Cour de cassation donne finalement une définition du viol dans l'arrêt Dubas du 25 juin 1857 :

« le fait d'abuser d'une personne contre sa volonté, soit que le défaut de consentement résulte de la violence physique ou morale exercée à son égard, soit qu'il réside dans tout autre moyen de contrainte ou de surprise, pour atteindre, en dehors de la volonté de la victime, le but que se propose l'auteur de l'action. »

— Iacub 2002, p. 69-70
Pour la doctrine, « abuser d'une personne » désignait le fait de « connaître charnellement une femme sans la participation de sa volonté » ou encore « le coït illicite avec une femme qu'on sait n'y point consentir ». Le viol ne pouvait dès lors être commis que par un homme sur une femme, l'acte matériel constitutif de l'infraction étant « l'introduction du membre viril dans les parties génitales de la femme ». Tout autre acte d'agression sexuelle était qualifié d'« attentat à la pudeur ».
La loi du 23 décembre 1980 fait du viol « tout acte de pénétration sexuelle de quelque nature qu'il soit ». Ainsi, « un certain nombre d'agissements qui n'étaient auparavant qualifiés que comme « attentat à la pudeur », tels que l'introduction d'un corps étranger par voie vaginale ou anale, la sodomie, la fellation, sont désormais considérés comme des viols ». En outre, la victime peut être un homme et l'agresseur une femme.
Le nouveau Code pénal, entré en vigueur le 1er mars 1994, abandonne le qualificatif d'attentat à la pudeur pour ceux d'atteinte sexuelle sur mineur et d'agression sexuelle.

### L'attentat à la pudeur sans violence
L'attentat à la pudeur sans violence, contrainte ou surprise commis sur mineur (selon l'âge de la majorité sexuelle — aujourd'hui de 15 ans) était un délit réprimé dans l'article 331 de l'ancien Code pénal de 1810 à partir de la loi du 28 avril 1832. La loi considérait qu'en dessous de la limite fixée, le mineur ne pouvait donner un libre consentement aux actes sexuels subis, établissant une présomption irréfragable de violence morale. La minorité n'y était pas une circonstance aggravante mais un des éléments constitutifs du délit.
« Tout attentat à la pudeur commis ou tenté sans violence ni contrainte ni surprise sur la personne d'un mineur de quinze ans sera puni d'un emprisonnement de trois ans à cinq ans et d'une amende de 6 000 F à 60 000 F ou de l'une de ces deux peines seulement. »
— Article 331 de l'Ancien code pénal
En France, il est aujourd'hui sanctionné en droit positif sur le fondement des articles 227-25 à 227-27 du Code pénal français. La qualification judiciaire est aujourd'hui : atteinte sexuelle sur mineur.

#### Discrimination homosexuelle
Entre 1945 et 1982, l'article 331 comporta une distinction discriminatoire dans l'âge de consentement entre rapports homosexuels et hétérosexuels.

### Attentat à la pudeur avec violence
L'attentat à la pudeur avec violence, contrainte ou surprise était un délit (et un crime en cas de circonstances aggravantes) réprimé dans l'article 333 de l'ancien Code pénal de 1810.
« Tout autre attentat à la pudeur commis ou tenté avec violence, contrainte ou surprise sur une personne autre qu'un mineur de quinze ans sera puni d'un emprisonnement de trois ans à cinq ans et d'une amende de 6 000 F à 60 000 F ou de l'une de ces deux peines seulement. »
— Article 333 de l'Ancien code pénal
En France, il est aujourd'hui sanctionné en droit positif sur le fondement de l'article 222-22 du Code pénal. La qualification judiciaire est aujourd'hui : agression sexuelle.